# تل دیمی (۱۱۷) ۲۶۶
تل دیمی (۱۱۷) ۲۶۶ مربوط به دوران‌های تاریخی پس از اسلام است و در شهرستان شوشتر، روستای سوفان علیا واقع شده و این اثر در تاریخ ۵ آذر ۱۳۸۰ با شمارهٔ ثبت ۴۲۹۹ به‌عنوان یکی از آثار ملی ایران به ثبت رسیده است.